# Jean-Pierre Abraham
Pour les articles homonymes, voir Abraham (patronyme).
Œuvres principales
- Le Vent (1956)
- Armen (1968)
- Le Guet (1985)
- Fort-Cigogne (1995)
- Port-du-salut (1999)

Compléments
- Gardien au phare d'Ar-Men (1961 - 1963)
- Rédacteur du Cours des Glénans (édit. 1972 et 1982)

Jean-Pierre Abraham (1936-2003) est un écrivain français, auteur de différents récits autobiographiques, de poésies en prose et d'histoires pour enfants. Son livre le plus célèbre — Armen —  porte sur la période de sa vie pendant laquelle il a été gardien de phare à Ar-Men. Il est le père de l'artiste Clet Abraham et du musicien de jazz Clément Abraham.

## Biographie

### Famille, l'enfant et l'adolescent (1936-1952)
Jean-Pierre Abraham est né à Nantes le 10 février 1936, ses parents, dentistes à Hennebont à côté de Lorient, sont d'un milieu « plutôt bourgeois » et des lecteurs assidus, notamment de Jacques Chardonne, François Mauriac et Georges Duhamel. Lors de la Seconde Guerre mondiale la famille déménage pour aller se réfugier, dans une ville moins exposée, à Fontenay-le-Comte en Vendée. Les parents et leurs enfants retournent en Bretagne, en 1945, après la libération de la Poche de Lorient. 
Du fait de la destruction de la ville de Lorient, le jeune garçon, qui n'a alors que neuf ans, commence ses études de l'enseignement secondaire au collège des jésuites de Vannes. où la grande majorité des élèves de sa classe ont deux ans de plus que lui. C'est trois années plus tard qu'il retourne poursuivre sa scolarité à Lorient. Toujours bon élève, il passe et obtient son baccalauréat à 16 ans. Cette période de fin de l'enfance et de l'adolescence est aussi marquée par les vacances. En 1946, ses parents emmènent leurs enfants à Carnac où ils ont loué une maison pour ces premiers congés de l'après-guerre. Ayant rapidement fait le tour des plaisirs de la plage, son père achète une petite plate. Au fil des vacances ce premier achat est rapidement remplacé par un dériveur sportif puis par un petit voilier de croisière côtière qui permet de sillonner la baie de Quiberon et même d'aller jusqu'à Belle-Île. Cette découverte de la navigation marque le jeune Jean-Pierre Abraham d'autant plus que son père, devenu un « passionné de littérature maritime » sur le yachting achète de nombreux ouvrages, notamment ceux de Jean Merrien, et arme le petit voilier « comme un bateau de guerre », les Instructions nautiques sont à bord.

### Étudiant et écrivain à Paris (1952-1956)
Jean-Pierre Abraham, devenu un jeune adulte précoce, quitte sa famille, au début de l'année scolaire universitaire de 1952, pour aller à Paris où il s'est inscrit en licence de lettres à la Sorbonne. Le jeune étudiant découvre assez vite qu'il n'a pas de motivation pour devenir professeur mais qu'il a une forte envie d'écrire. Il est « Intéressé par Max Jacob », apprécie les publications des éditions du Seuil et de la revue Esprit, lit des ouvrages d'Emmanuel Mounier et est influencé par le courant Personnalisme. Les jeudis il va au pot organisé par le Seuil et s'émerveille d'y rencontrer Paul-André Lesort, grand prix catholique de littérature en 1955 pour Le vent souffle où il veut, ou Albert Béguin. Son besoin d'écriture se traduit par des « petits poèmes en prose » qu'il envoie à Jean Cayrol entré comme éditeur au Seuil.
L'écrivain qui le marque le plus durant son séjour parisien est le lauréat du prix Femina 1955, André Dhôtel, pour son ouvrage Le Pays où l'on n'arrive jamais. Il fait sa connaissance lors de la remise du prix à l'hôtel de Crillon le premier mercredi du mois de novembre. Peu de temps après il lit La Chronique fabuleuse dans le train qui le ramène à Lorient, c'est « autant une révélation qu'une libération » qui lui permet dès la nuit suivante d'écrire d'un jet son récit Le Vent. Puis c'est au cours d'un voyage linguistique à Londres que Jean Cayrol l'informe, par courrier, du prochain aboutissement de son projet de revue. Jean-Pierre Abraham a 20 ans, lorsque Le Vent figure dans la première livraison de la revue Écrire en octobre 1956. Dans la revue, l'auteur de Le Vent est présenté ainsi : « Jean Abraham : né à Nantes le 10 février 1936. A vécu dans le Morbihan. Poursuit une licence de lettres à Paris ». Cette publication lui doit une critique dans Le Figaro signée par Claude Mauriac : « inventeur, peut-être, d'un genre nouveau, Grand Meaulnes qui esquisse des Vermeer ».

### Marin de la Royale puis gardien de phare (1956-1962)
L'« étudiant en rupture de faculté », il n'a pas passé les épreuves de la licence, est soutenu par Jean Cayrol qui l'encourage à persévérer dans l'écriture. Mais Jean-Pierre Abraham fait un autre choix, il largue les amarres en quittant Paris pour effectuer son service militaire dans la marine nationale, à une époque où le temps des conscrits a été porté à trente mois du fait de la guerre d'Algérie. C'est à Brest qu'il embarque sur un dragueur de mines, navire d'environ cinquante mètres de long disposant d'un équipage d'une quarantaine d'hommes. Les navigations ont surtout lieu en bordure de côte, même si elles le mèneront une fois jusqu'au Maroc mais jamais en Algérie. C'est au cours d'exercices dans la mer d'Iroise qu'il découvre le phare d'Ar-Men, fixé sur un rocher, en un point situé à douze kilomètres dans l'ouest de l'île de Sein. Cette vision, provoque une envie irrationnelle et sans équivoque, « c'est là que je voulais aller, dans cette chandelle qui sort de l'eau, c'est aberrant ». C'est à Brest qu'il donne forme à ce projet, peu de temps avant la fin de son service militaire, habillé en marin, il se présente à l'ingénieur du service des phares et balises. Contrairement à ses craintes, « c'est la première fois qu'un type avec un bac voulait devenir gardien de phare », celui-ci ne s'oppose pas à sa candidature, il lui propose simplement de commencer par un essai de neuf mois.

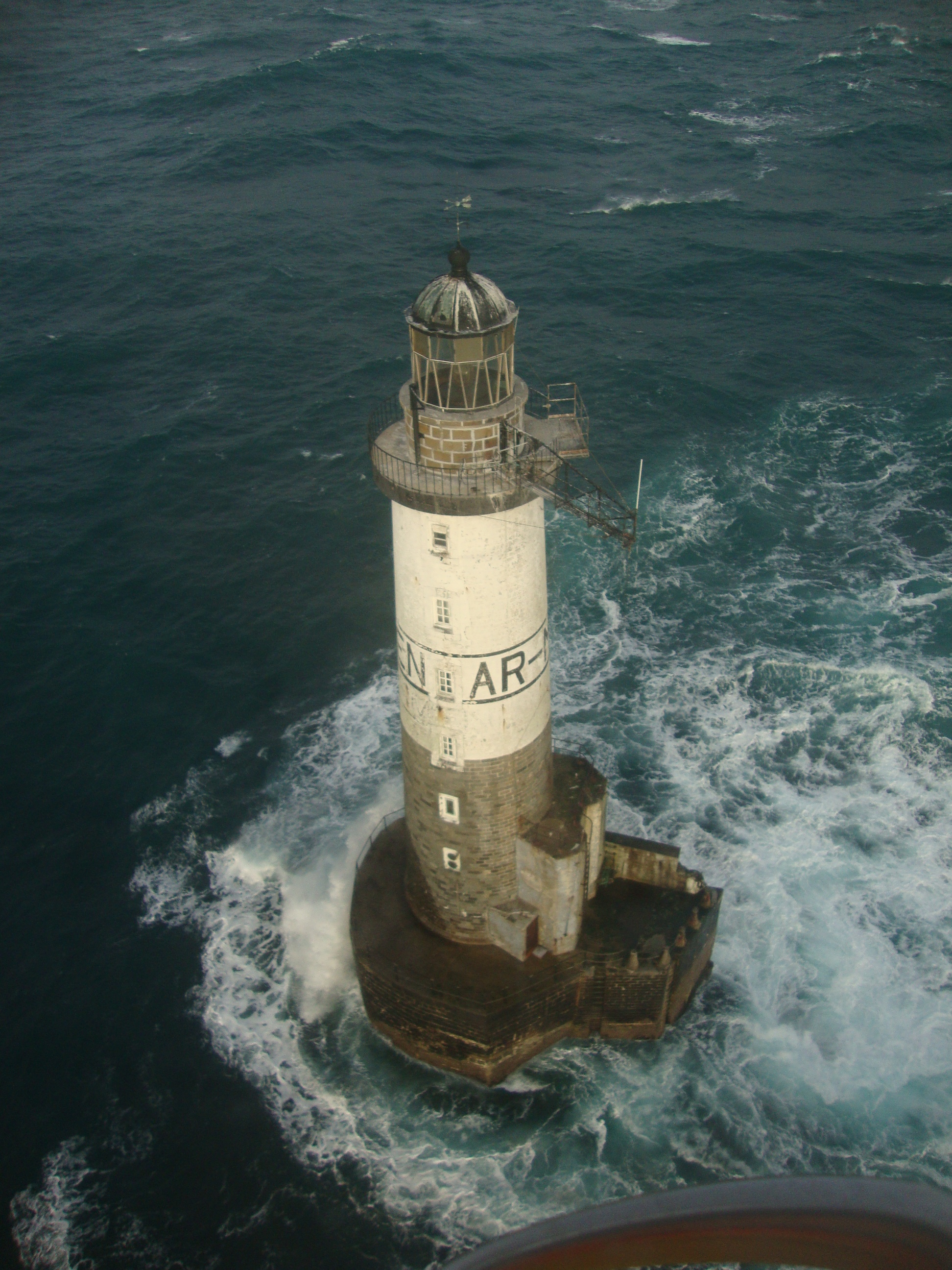
Le phare d'Ar-Men en 2011.

Il commence sa période d'essai en rejoignant, en juillet 1959, le phare d'Ar-Men, où il fait équipe avec le gardien Martin. Neuf mois plus tard, la période probatoire étant positive, il doit alors suivre la formation des gardiens de phares d'une durée d'un an et demi. Avec le statut de stagiaire Jean-Pierre Abraham rejoint, en 1960, l'école du cap Gris-Nez pour suivre l'instruction théorique, puis c'est au centre de balisage de Saint-Nazaire qu'il va suivre la formation pratique. L'enseignement aborde la mécanique et l'électricité mais également les techniques du travail du bois et du fer,. Toujours résolu à mener à bien son projet il refuse une proposition de Jean-Edern Hallier qui l'invite à intégrer la rédaction de la revue Tel Quel.
C'est au début de l'année 1961 qu'il devient gardien titulaire au phare d'Ar-Men. Les périodes prévues sont de vingt jours dans le phare suivi de dix jours de repos à terre, en général dans la maison des gardiens, dite le Grand Monarque, sur l'île de Sein. Il y a toujours deux gardiens en service sur le phare, la relève et le ravitaillement, sont assurés, au départ de Sein, par la Velléda (troisième du nom), patron Henri le Gall. Le planning des relèves est régulièrement modifié, notamment en hiver, en fonction de l'état de la mer qui peut rendre impossible le transbordement des hommes entre le bateau et le phare. La vie du gardien en service est rythmée par des périodes et des activités routinières, la montée et la descente de l'escalier, l'allumage et l'extinction du feu, les quarts, la veille, le remontage du poids, la cuisine, les repas. Pendant la journée c'est l'entretien avec la peinture et le nettoyage des cuivres, puis les impondérables, réglage et réparation du moteur, des portes et vitres détruites par la dernière tempête. Il reste encore du temps pour la pêche par beau temps et des moments pour le vide, les rêveries, la peur. Dans l'intimité de sa chambre il passe également du temps avec les trois seuls ouvrages qu'il met à chaque relève dans son sac : l'album Vermeer et sa reproduction de la jeune fille au turban, un album plus petit sur un monastère cistercien, et un recueil de poèmes de Pierre Reverdy.
Lors des périodes de repos, sur l'île, il s'est fait des amis, notamment, Henri le Gall, le patron de la Velléda, mais aussi le peintre Yves Marion, arrivé, à la rentrée scolaire 1961, avec sa femme Marie-Thérèse le Moal venue prendre un poste d'institutrice, à une époque où Sein compte encore une population de plus de 1 000 habitants. L'artiste et le gardien-écrivain qui ont régulièrement de longs échanges, « décident de travailler ensemble ». Par l'intermédiaire d'un gardien montant, Yves Marion, fait parvenir à Jean-Pierre Abraham une première série de dessins. Celui-ci est dubitatif sur le titre, la Mer à voir, mais s'intéresse aux dessins qu'il étale par terre dans sa chambre afin d'avoir une vision d'ensemble en se déplaçant avec sa lampe à pétrole. Avec difficulté il finit par trouver les mots pour lier un texte à chaque image. Une autre fois le peintre lui confie directement les dessins sur l'île. Il les monte au phare, l'écriture est difficile mais noircit des brouillons. Une nuit c'est la délivrance, il déchire les essais et « écrit d'une seule traite ces textes pour Marion ».

### La télévision s'invite à Ar-Men (1962-1963)
À la fin de l'année 1962, une équipe de télévision débarque sur l'île de Sein pour faire un reportage sur les gardiens du phare d'Ar-Men dans le cadre de l'émission Les Coulisses de l'exploit. Ils rejoignent le phare avec la Velléda. Outre des images sur la relève et des lieux et tâches habituelles effectuées par ces hommes, il est prévu de filmer un gardien racontant sa vie dans le phare, mais « ce qu'ils n'avaient pas prévu, c'est que mon camarade Martin, pour lui tirer deux mots, c'est la croix et la bannière ». Pour résoudre ce problème, Jean-Pierre Abraham se dévoue tout en demandant au réalisateur, Jean Pradinas, de ne pas utiliser ces images. 
Au mois de novembre, la rédaction du magazine Télé 7 jours, ayant appris que la diffusion de ce reportage est programmée pour le 19 décembre, décide d'envoyer voir sur place le rédacteur, Claude Sire, et le photographe, Jean-Claude Colin. Le 3 décembre, les deux hommes embarquent, au petit port de Bestrée, sur l'Iroise, qui remplace momentanément la Velléda en grand carénage, pour rejoindre Sein. Après la pause repas et l'embarquement du gardien montant la vedette met le cap sur le phare. Le temps est calme et la mer belle, les journalistes sont transbordés sur le phare, par les gardiens, et ils ont juste le temps de monter en haut et d'en redescendre pour prendre en photo Jean-Pierre Abraham suspendu dans les airs pour rejoindre l'Iroise qui n'attend plus qu'eux pour repartir avant la renverse du courant. C'est chez Fine et Henri Le Gall qu'ils passent la soirée en compagnie du jeune gardien. Claude Sire, sous le charme, repart avec l'idée que le reportage doit pouvoir être vu, sur le phare, le jour de sa diffusion. Sa rédaction accepte le projet, fournit le téléviseur et le matériel nécessaire : antenne et convertisseur, leur laissant le soin d'effectuer la livraison.
Retour à Bestrée en voiture, le vent de suroit est fort, la marée est basse, il faut charger le matériel dans un petit canot pour rejoindre l'Iroise et Henri Le Gall. La mer est creusée dans le Raz, les bagages valsent dans un coup de roulis, il faut reprendre l'arrimage. Arrivé à Sein, il y a juste le temps de prendre un repas avant de repartir pour le bout de la chaussée. La mer est difficile, il n'est pas possible d'accéder au phare, retour sur l'île. Ce n'est que trois jours plus tard qu'une relative accalmie permet d'aller jusqu'à Ar-Men. La mer déferle, Henri Le Gall prend le temps qu'il faut, choisit les moments favorables, les deux journalistes et leurs bagages sont sur la plateforme, ils entrent, la porte est refermée et renforcée avec les barres en bronze. L'Iroise a déjà mis le cap sur Sein. On est le 19 décembre, le poste de télévision est installé dans la cuisine mais il n'a pas résisté et il ne fonctionne pas. Ce soir les deux gardiens, Jean-Pierre Abraham et Lucien Priol, ont des invités, la cuisine est décorée, il y a un sapin, des guirlandes, du houx. À une heure du matin, moment habituel du changement de quart où les gardiens se croisent, ils sont quatre autour de la table avec ce qu'il faut pour que ce « réveillon » soit différent de l'ordinaire. Les gardiens n'ont pas vu l'émission de télévision, les journalistes découvrent que « venus pour donner, ce sont eux qui reçoivent. Et Claude Sire écrira plus tard : « Dehors c'était la furie. Nous étions bien. Nous étions chauds. » ».
Si le reportage n'est pas vu dans le phare il est bien diffusé le 19 décembre sur l'unique chaine de l'époque. Le réalisateur Georges Pradinas n'a pas suivi la demande de Jean-Pierre Abraham, bien au contraire, il a focalisé le montage sur le jeune gardien et son histoire. Des la fin de la présentation du sujet l'objet du reportage est précisé en voie off « C'est pour aller retrouver un jeune homme de vingt ans, mais nous n'y sommes pas encore. ». Lorsque la Velléda arrive à proximité du phare c'est le jeune homme qui est vu en train d'attendre sur la plateforme puis lançant la touline. Une fois transbordé, le gardien de la relève serre la main d'un « jeune homme à lunettes que l’on verrait plus facilement assis sur les bancs d'un amphithéâtre de la Sorbonne qu'ici dans ce phare isolé de tout ». Après des images des transbordement accompagnées d'une présentation du phare, la voie off revient sur les gardiens : « deux hommes, un vieux loup de mer et un tout jeune garçon, gardien de phare lui aussi. Et ce tout jeune garçon s'appelle Jean-Pierre Abraham. ». Cadré au centre de l'image, en train de rouler une cigarette, il répond à la question non exprimée : pourquoi êtes vous ici ? « Je ne sais pas, il me semble que j’avais l’impression que la vie se passait sans moi et à mon insu si bien que j’ai décidé un beau jour, enfin, de changer. J’ai vu Ar-Men, je suis passé par là en bateau, assez loin d’ailleurs, et puis tout d’un coup j’ai décidé de venir là. J’avais trouvé vraiment mon lieu, je crois que c'est ce qu’il faut chercher, trouver le lieu où l’on puisse devenir soi-même, s’épanouir, être à sa place bien dans sa peau. Pour moi il n’a jamais été question de choisir, entre plusieurs phares, c’était Ar-Men que j’ai vu le premier, et c’est le seul qui m’intéressait. Je pense que quand je serais fatigué d’ici, je n’irai pas dans un autre phare, cela sera fini. Ce qui n’est pas pour demain d’ailleurs. ».
Voix off : « ce jeune homme n’est pas un rêveur ni un …. non. Quelques jours après notre passage à Ar-Men Jean-Pierre Abraham nous a écrit. Voici, je cite mot à mot un passage de sa lettre : « quand on vit dans un phare, il faut éviter le moindre faux pas, car ensuite, seul avec soi-même on s’en souvient et il pèse. C’est ce qui m’est arrivé, je suis assez mécontent en repensant à ce que j’ai dit devant la caméra, s’aurait dû être beaucoup plus net, plus solide. » ». Le commentaire reprend : « Plus net plus solide, au jeune garçon exigeant, n’est ce pas du net et du solide et du réel ces pierres, ces cuivres, du solide comme cette porte de chêne, qu’il faut bloquer avec des étais de bronze pour éviter que la mer ne l’enfonce. Du solide, votre compagnon Germain Karven qui fait ce métier depuis vingt ans. Alors que vous Jean-Pierre Abraham vous n’avez qu’un peu plus de vingt ans, et cependant. Germain Karven a son certificat d’étude. Jean-Pierre Abraham une licence de lettres et une licence de philosophie. ». Après un appel radio, le commentaire reprend : « Et tous les deux, Germain Karven, fils de marin petit-fils de marins, Jean-Pierre Abraham, fils de bourgeois, son père est chirurgien-dentiste à Hennebont, font le même métier. ».
Après un silence le commentaire reprend : « Ce métier pour lequel Jean-Pierre Abraham n’était pas né, n’a pourtant pas provoqué de rupture au sein de sa famille ». La caméra se fixe sur son visage souriant : « mes parents dans cette histoire ont été absolument extraordinaires, vraiment, je crois que c’est très très rare ce qu’ils ont fait quand je les ai avertis de ma décision. Je les ai avertis par lettre d’ailleurs, ce n’était que plus prudent, enfin j’ai préféré.  Je n’ai pas vu leur réaction immédiate, donc. Mais presque par retour de courrier j’ai reçu une lettre, de mon père, formidable. Tout à fait d’accord, comprenant très bien ce que je faisais, et dans cette lettre en particulier, il y avait une phrase que j’ai retenue parce que c’était vraiment ça. Mon père me disait, il vaut beaucoup mieux réussir sa vie que réussir dans la vie. C’est ce que j’ai voulu être aussi par rapport aux gens. Car je ne suis pas venu là en aigri, mais au contraire j’aime la vie. C’est parce que j’ai refusé d’être déçu par la vie, que je suis venu là, comprenez vous. Si bien que je crois, que je vois les gens comme une meilleure perspective maintenant, il me semble. Il me semble que leur côté décevant, leur côté médiocre, minable ce n’est pas tellement important. Tandis que la petite part que l’on trouve quelquefois, la petite part inclassable des gens, ça c’est vraiment la part réelle chez eux celle qui compte. Et en prenant un peu de recul ici, je crois que c'est ça que je vois. » En conclusion la voix off reprend la phrase de son père en la modifiant : « l'important n'est pas de réussir dans la vie mais de réussir sa vie ».
Après la diffusion du reportage, Jean-Pierre Abraham découvre, à la lecture de la presse, qu'on lui attribue une licence de philosophie. Il dira « un an à la Sorbonne ne suffisait pas, il fallait en plus que j'aie des idées dans la tête pour aller là ». Une autre conséquence de l'émission c'est l'arrivée, sur Sein, d'un important courrier composé de plusieurs centaines de lettres. « C'était assez pathétique, beaucoup de courriers de solitaires et de jeunes filles ». Néanmoins, la lettre d'une jeune femme originaire de la région parisienne, Monique Kerimel, qui l'apostrophe d'un « mais qu'est-ce que vous foutez là-haut » va au fil de la relation qui s'établit l'amener à mettre un terme à sa carrière de gardien de phare. À la fin de l'année 1963, il trouve un nouveau travail, par le biais d'une annonce parue dans la revue Constellation. Au début de l'année 1964, il démissionne pour se marier et rejoindre son nouvel employeur,.

### Au Jas-du-Revest-Saint-Martin, écriture d'Armen(1964-1967)
C'est donc en 1964, que Jean-Pierre Abraham et Monique rejoignent le Jas-du-Revest-Saint-Martin, dans le département des Basses-Alpes près de Forcalquier, siège de la maison d'éditions de Robert Morel. Ils s'installent dans une vieille maison du village, à remettre en état, achetée avec l'aide financière de son père. Il restaure son habitation en utilisant les compétences acquises durant sa formation de gardien de phare. Il est, dans un premier temps le précepteur auprès du fils de Robert Morel puis il deviendra l'« homme à tout faire » de l'éditeur, lecteur, rédacteur des prières d'insérer, et autre tâches. Il rencontre des auteurs, notamment Jean Grenier ou François Cali, dont il apprécie ses ouvrages sur l'architecture religieuse,.
Durant cette période, naissent les deux premiers enfants du jeune couple, Yves-Marie Abraham en 1965 et Clet Abraham en 1966. C'est également un moment favorable pour l'écrivain Jean-Pierre Abraham, qui se replonge dans son journal de gardien de phare, pour écrire son deuxième récit Armen, que les éditions du Seuil publient en 1967, avec un tirage à part de cinq cents exemplaires, hors commerce, réservés à l'éditeur Robert Morel. Le « joli succès d'estime » de l'ouvrage et une « bourse de la Caisse des lettres » ravivent chez l'écrivain l'envie d'un retour sur la côte Atlantique de la Bretagne. À la recherche d'une solution permettant la mise en œuvre de ce projet il suit le conseil de Paul Flamand en prenant contact avec Philippe Viannay, du Centre nautique des Glénans. La proposition étant de s'installer sur l'Île de Penfret pour être le gardien des installations, il accepte, bien que « cette école de voile incarnait tout le snobisme du faux mataf » pour lui et son père.

### Des Glénan aux Glénans (1968-1985)
Au mois d'octobre 1968, Jean-Pierre Abraham, Monique et leurs deux fils emménagent dans le sémaphore sur la pointe sud de l'île de Penfret, dans l'archipel des Glénan. Ses activités de gardien comportent notamment : l'entretien des bâtiments, la peinture de bateaux et la surveillance des plantations d'arbres.
1970 : retour sur le continent, à Trégunc (Finistère), pour que ses enfants puissent être scolarisés. Abraham prend en charge la rédaction du Cours de navigation des Glénans, en compagnie de Jean-Louis Goldschmid, responsable technique. Il travaillera à deux éditions de la "bible" du navigateur à la voile (sa description de l'art de la godille, notamment, est devenue un classique). Au cours de cette période, il est également professeur à l'École des chefs de base nautique des Glénans, située à Concarneau.
1976 : la famille, qui s'est agrandie avec l'arrivée d'un troisième garçon, part s'installer à Plestin-les-Grèves, dans les Côtes-d'Armor (Bretagne Nord), où l'épouse d'Abraham se lance avec succès dans l'élevage de chèvres et la fabrication de fromages. L'écrivain assure la traite des chèvres, vend les fromages sur les marchés et tente d'écrire. Un temps, il devient rédacteur des Instructions nautiques pour le Service hydrographique et océanographique de la Marine (SHOM).

### Douarnenez, revues Ar Men et Chasse-marée (1986-1995)
En 1986 paraît enfin Le Guet (Gallimard), près de vingt ans après Armen. C'est également le moment du retour dans le Finistère, à Douarnenez cette fois, où Abraham devient éditeur et rédacteur de la revue d'histoire et d'ethnographie ArMen, au sein du Chasse-marée. 

### Retraité, toujours écrivain (1996-2003)
À partir de 1996, date de sa retraite, il s'installe, seul, dans le pays bigouden, où il connaît la période la plus prolifique de son existence sur le plan de l'écriture : six livres paraissent coup sur coup, y compris deux textes posthumes, en 2004. Jean-Pierre Abraham meurt le 26 juillet 2003 des suites d'un cancer. Ses cendres sont dispersées dans l'archipel des Glénans, en face de l'île de Penfret.

## Publications

### Textes principaux
- Le Vent : suivi de Cette nuit-là, Le Tout sur le Tout, 1997 (1re éd. 1956), 69 p. (ISBN 978-2-86522-030-4)Le Vent est publié, en octobre 1956, dans le premier numéro de la revue Écrire, dirigée par Jean Cayrol et éditée par Le Seuil. Il est réédité en 1997 par Le Tout sur le Tout qui y ajoute un court texte, Cette nuit-là (p.63-69), écrit par Jean-Pierre Abraham en 1996. Il y évoque deux évènements de sa vie d'étudiant[4].
- Armen -Éditions du Seuil - 1967 - réédition : Le Tout sur le Tout - 1988 - réédition : Petite Bibliothèque Payot - 2021 - Ce texte a été mis en scène par le comédien Éric Ruf, sociétaire de la Comédie-Française, en 2004 à Pont-l'Abbé (Finistère) -  (ISBN 978-2965220273),
- Le Guet (récit), Éditions Gallimard, coll. « Blanche », 1986 (1re éd. 1985), 276 p. (ISBN 978-2-07-070566-5)[26],
- Fort-Cigogne (récit), Éditions Le Temps qu'il fait, 1995 (réimpr. 1996, 1998), 112 p. (ISBN 978-2-86853-230-5)[27],
- Port-du-salut (récit), Éditions Le Temps qu'il fait, 1999, 160 p. (ISBN 978-2-86853-310-4)[28],
- Ici présent (récit), Éditions Le Temps qu'il fait, 2001, 152 p. (ISBN 978-2-86853-340-1)[29],
- Au plus près (récit), Éditions du Seuil, coll. « Biographie », 2004, 160 p. (ISBN 978-2-02-062972-0)Publication à titre posthume : En juillet 2003, Jean-Pierre Abraham a été emporté par la maladie. Il venait de terminer ce manuscrit. « Ce n'est pas vraiment satisfaisant, cette progression par à-coups, mais tant pis, nous progressons, c'est essentiel »[30].
- La place royale (postface Serge Monti) (récit), Éditions Le Temps qu'il fait, 2004, 108 p. (ISBN 978-2-86853-408-8)Publication à titre posthume : « Sept récits, inédits ou parus en revue : Les yeux de l'amour, La place royale, Avant l'hiver, Tévennec, Rendez-vous à Ouessant, Aller aux Étocs et Barnabé l'habile. »[31].

### Autres textes

#### Ouvrages
- Compère qu'as-tu vu ? (ill. Vonnick Caroff) (livre d'art), Éditions Le Temps qu'il fait, 1993, 90 p. (ISBN 978-2-86853-175-9)[32],
- Coquecigrue, où es-tu ? (ill. Vonnick Caroff) (conte pour enfant), Éditions Le Temps qu'il fait, 1997, 39 p. (ISBN 978-2-86853-282-4)[33],
- Cap Sizun : La pointe du Raz (ill. Rémi Le Berre) (promenade), Éditions Actes Sud, coll. « Conservatoire du littoral », 4 juillet 1997, 47 p. (ISBN 978-2-7427-1252-6)[34],
- L'oisellerie noire (photogr. Bernard Cornu) (livre d'art), Dana, 14 mai 2002, 40 p. (ISBN 978-2-911492-37-2),
- Histoire d'Io (ill. Vonnick Caroff) (livre d'art), Éditions Le Temps qu'il fait, 19 juin 2002, 40 p. (ISBN 978-2-86853-365-4)[35],
- Une Bretagne profonde (photogr. Michel Thersiquel) (livre d'art), Ouest-France, 16 octobre 2002, 142 p. (ISBN 978-2-7373-3086-5).
- Journal d'hiver (ill. Yves Marion) (Poèmes et monotypes), Bazas/Gouvernes, Coéditions Le Temps qu'il fait, Le Tout sur le Tout et la Ville de Douarnenez, 23 mai 2012, 77 p. (ISBN 978-2-86853-583-2)Édition réalisée à partir de l'exemplaire unique d'un livre inédit réalisé à quatre mains par Jean-Pierre Abraham et le peintre Yves Marion pendant l'hiver 1962-1963 sur l'île de Sein. L'original est constitué de monotypes, réalisés à l'encre sur plaques de verre pressées sur du papier à lettres[36],[37].

#### Articles
- « Du temps que j’étais étudiant », Théodore Balmoral, nos 26/27,‎ printemps-Été 1997[38].

## Prix
- 1968 : lauréat du prix Paul Flat de l'Académie française pour Armen[39].